# روميو زوندرفان
روميو زوندرفان (بالهولندية: Romeo Zondervan)‏ ، من مواليد 3 مارس 1959 ، لاعب كرة قدم هولندي سابق.
لعب مع منتخب هولندا لكرة القدم.

## روابط خارجية
- روميو زوندرفان على موقع قاعدة بيانات كرة القدم.إي يو (الإنجليزية)
- روميو زوندرفان على موقع ناشيونال فوتبول تيمز (الإنجليزية)
- روميو زوندرفان على موقع عالم كرة القدم.نت (الإنجليزية)